# Аркаултау
Аркаултау (баш. Арҡауыл тау) — гора в Ишимбайском районе Башкортостана.

## География и история
Высота около 320 метров. Расположена в лесу. Принадлежит к системе Южного Урала.
Возле Аркаултау начинается река (ручей) Бузайгыр, приток Селеука Солёный.

## Топонимика
По-башкирски Арҡауыл означает: арҡа — хребет, возвышенность, ауыл — деревня. В Башкирии есть несколько селений Аркаул (Аркаулово). Это означает, что возле горы ранее было селение.